# Trachydoras brevis
Trachydoras brevis är en fiskart som först beskrevs av Kner, 1853.  Trachydoras brevis ingår i släktet Trachydoras och familjen Doradidae. Inga underarter finns listade i Catalogue of Life.